# Michael Quirin
Michael Quirin (* 1840 in Stützheim; † 1901 in Bad Nauheim) war Gutsbesitzer, Bürgermeister und Mitglied des Deutschen Reichstags.

## Leben
Quirin war Landwirt in Stützheim und formte einen Modellbetrieb in der Milchwirtschaft. Später war er Bürgermeister seiner Heimatgemeinde und setzte sich erfolgreich für eine Flurbereinigung, eine Straßenbahnhaltestelle und einen Güterbahnhof zur Verladung der örtlichen Zuckerrübenproduktion ein. 1913 übernachtete Kaiser Wilhelm II. in der Villa Quirin in Stützheim.
Von 1881 bis 1884 war er Mitglied des Deutschen Reichstags für den Wahlkreis Reichsland Elsaß-Lothringen 9 (Straßburg-Land).